# Afareaitu
Afareaitu est une commune associée de Moorea-Maiao, sur l'île de Moorea, en Polynésie française. Elle comptait 3 249 habitants en 2007.

## Géographie
Le motu ahi se trouve au large d'Afareaitu. 

## Démographie
Évolution démographique d'Afareaitu :
| 1 245                                            | 1 565 | 1 864 | 2 447 | 2 942 |  |  |
| Sources ISPF, Mairie de Afareaitu * : estimation |       |       |       |       |  |  |

## Services publics
Afareaitu accueille le collège de Moorea et le Centre d'éducation aux technologies appropriées au développement (CETAD), soit environ 500 élèves.

## Culture et patrimoine
- John Teariki, personnalité politique de Polynésie française y est né.